# ベティ・クルティス
ベティ・クルティス （Betty Curtis  ,1936年3月21日 - 2006年6月15日 ）は、イタリアの歌手。カンツォーネの名曲「Al di là アル・ディ・ラ」の歌唱で知られる。本名はRoberta Corti。

## 略歴
ミラノに生まれる。ジャズ・シンガーとしてスタートしたが、テディ・レノに見出されてCGDレコードから1957年にデビューする。1959年のサンレモ音楽祭で歌った3曲がいずれも入賞。1961年の同音楽祭では「Al di là アル・ディ・ラ」を歌って優勝を飾り（パートナーはルチアーノ・タヨーリ）、ユーロビジョン・ソング・コンテストでも5位に入賞する。また同年には「Tu si' 'a malincunia あなたはメランコリー」でナポリ音楽祭にも優勝し、絶頂期を迎える。 その後も1962年に「Chariot 愛のシャリオ」、1965年に「Invece no 悲しい運命」をヒットさせるなど長期間にわたり活躍した。2006年にレッコにおいて死去。

## 主な楽曲
- 1958年 Con tutto il cuore
- 1958年 La pioggia cadrà（雨の降る日）
- 1958年 Cantando con le lacrime agli occhi
- 1959年 Nessuno
- 1959年 Una marcia in fa
- 1959年 Un bacio sulla bocca
- 1959年 Buondì（アローン）
- 1960年 Non sei felice
- 1960年 Il mio uomo
- 1961年 Al di là（アル・ディ・ラ）
- 1961年 Pollo e champagne
- 1961年 Aiutami a piangere
- 1961年 Midi Midinette
- 1961年 Ci vogliono i mariti
- 1961年 Tu si' 'a malincunia（あなたはメランコリー）
- 1961年 Neve al chiaro di luna
- 1962年 Il cielo cammina
- 1962年 Buongiorno amore
- 1962年 Stasera piove
- 1962年 Soldi soldi soldi（すべてこの世は金次第）
- 1962年 Tango del mare（海のタンゴ）
- 1962年 Chariot（愛のシャリオ)
- 1963年 Wini, wini（ウィニ・ウィニ）
- 1964年 La casa più bella del mondo（青空の幸福）
- 1964年 Scegli me o il resto del mondo（あなたの自由）
- 1965年 Invece no（悲しい運命）
- 1966年 Le porte dell'amore（愛の扉）
- 1967年 È più forte di me（強く愛して）
- 1967年 Guantanamera（グァンタナメラ）
- 1967年 Povero Enrico（哀れなヘンリー）
- 1968年 O O Orzoro
- 1969年 Gelosia（ジェラシー）